# Ричардс, Омар
Ома́р Та́йрелл Кро́уфорд Ри́чардс (англ. Omar Tyrell Crawford Richards; родился 15 февраля 1998 года, Луишем, Лондон) — английский футболист, левый защитник английского клуба «Ноттингем Форест», выступающий на правах аренды за клуб «Риу Аве».

## Клубная карьера

### «Рединг»
До 10 лет Омар играл за местные команды, затем перешёл в академию «Фулхэма», где он выпустился из команды U-16 и подписал первый профессиональный контракт с «Редингом». В июле 2016 года тренер академии «Рединга» Имонн Доллан переквалифицировал Ричардса из левого нападающего в левого защитника.
Омар дебютировал за основную команду под руководством Япа Стама в первом матче сезона 2017/18, выйдя на замену на 59 минуте вместо Йоун Дади Бёдварссона после удаления Тиагу Илори. 20 ноября 2017 года «Рединг» объявил о продлении контракта с Ричардсом до 2021 года. Свой первый гол на профессиональном уровне он забил 20 февраля 2018 года в матче против «Ноттингем Форест», который закончился ничьей 1:1.

### «Бавария»
27 мая 2021 года «Бавария» объявила о подписании четырёхлетнего контракта с Ричардсом, после истечения его контракта с «Редингом». 
Ричардс дебютировал за «мюнхенцев» 25 августа 2021 года в матче Кубка Германии против клуба «Бремер», выступавшего в пятом дивизионе Германии, матч завершился победой 12:0. 18 сентября он дебютировал в Бундеслиге, выйдя на замену в перерыве матча с клубом «Бохум» (победа 7:0).

## Карьера в сборной
30 августа 2019 года Ричардс впервые получил вызов в молодёжную сборную Англии. Дебютировал её составе 11 октября 2019 года, выйдя на замену в матче со сборной Словении, который закончился ничьей 2:2.

## Достижения
«Бавария»
- Чемпион Германии: 2021/22
- Обладатель Суперкубка Германии: 2021

«Олимпиакос»
- Победитель Лиги Конференций: 2023/24